# Rosalinda Orosa
Rosalinda L. Orosa (Manilla, 30 november 1923 - 13 december 2023) was een Filipijns journalist en schrijver.

## Biografie
Rosalinda Orosa werd geboren op 30 november 1928 in de Filipijnse hoofdstad Manilla. Ze was een van de vijf kinderen van Sixto Orosa sr. en Severina Luna-Orosa. Orosa voltooide een Master-opleiding Engelse literatuur aan de University of the Philippines. Aansluitend voltooide ze een postdoctorale opleiding aan het Radcliffe College. 
Orosa begon haar journalistieke carrière als proeflezer bij The Manila Chronicle. Een half jaar later kon ze aan de slag als schrijvende journalist. Ze begon met het schrijven van teksten voor andere journalisten, maar schreef al snel haar eigen stukken en columns. In haar columns en opiniestukken schreef ze over meestal over kunst en cultuur. Gedurende haar carrière groeide ze uit tot een van de meeste bekende kunst- en muziekcritici van de Filipijnen. Naast haar werk als cultuurredacteur en -criticus voor The Manila Chronicle, waar ze tot 1972 zou werken, was ze hoofdredacteur van This Week, het zondagsmagazine van The Manila Chronicle en was ze in de loop der jaren ook actief als columnist voor andere kranten als de Evening Chronicle, de Philippine Star en tot op hoge leeftijd voor de Manila Times. Ook schreef ze zo nu en dan over kunst in Weekend het weekendsupplement van de Philippine Daily Express. Naast haar werk voor deze kranten schreef ze diverse boeken en essays waaronder: What's in a (Nick) Name (1969) en Above the Throng (1980).
Orosa overleed in 2023 op 100-jarige leeftijd. 